# Anja Dittmer
Anja Dittmer (Neubrandenburg, 22 settembre 1975) è una triatleta tedesca.

## Carriera

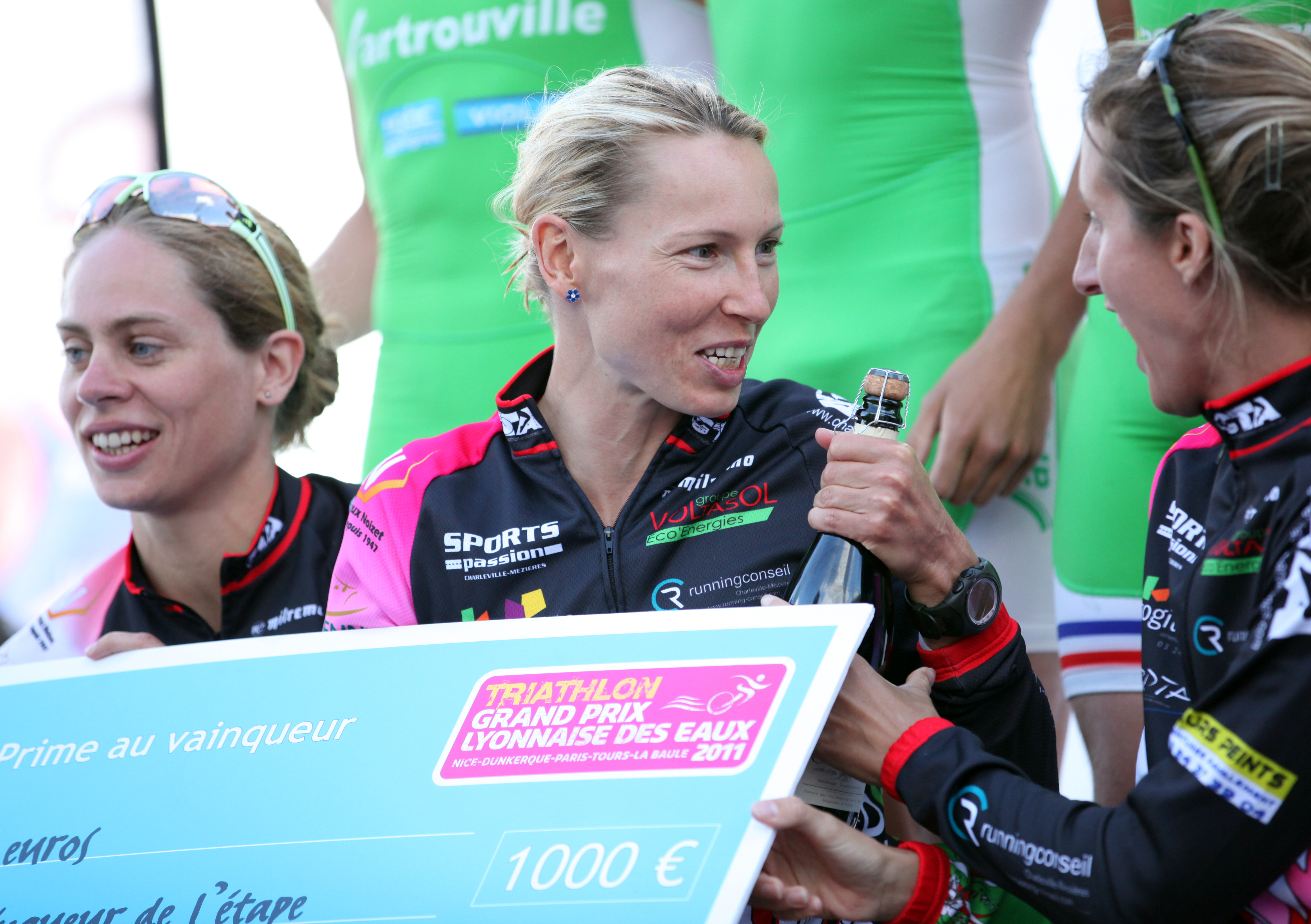
Anja Dittmer, Katrien Verstuyft e Delphine Pydopo la loro vittoria di Tours, 2011.

Si è laureata campionessa europea di triathlon nel 1999 a Funchal.
Ha vinto la coppa del mondo di triathlon nel 2004.
Ha vinto 7 gare di coppa del mondo: Tiszaujvaros, Nizza e Amburgo nel 2003, Amburgo e Cancun nel 2004, Cancun nel 2006 e Schliersee nel 2008. Oltre a queste si è aggiudicata la gara sprint dei campionati d'Oceania di Taupo (Nuova Zelanda) del 2008.
Si è laureata vice-campionessa europea di triathlon nel 2006 ad Autun - categoria Élite - e nel 1995 a Stoccolma - categoria Junior.
È arrivata 2ª assoluta in 8 gare di coppa del mondo: Kapelle-op-den-Bos nel 1999, Big Island nel 2000, Mazatlan e Gamagori nel 2004, Mazatlan, Richards Bay, Corner Brook e New Plymouth nel 2006.
È salita sul gradino più basso del podio in 3 gare di coppa del mondo: Tiszaujvaros e Losanna nel 2001, St. Anthonys nel 2003.
Le migliori prestazioni che ha ottenuto ai campionati del mondo di triathlon Élite sono state un 5º posto assoluto a Perth nel 2000, un 6º posto assoluto nei mondiali di Cleveland del 1996, Perth nel 1997, Cancun nel 2002 e Amburgo nel 2007.
A livello juniores si è classificata 8ª assoluta ai mondiali di Wellington del 1994, 9° a Cancun nel 1995. Da segnalare, infine, un importante 5º posto raggiunto nella gara della serie dei mondiali del 2009 a Londra e due 7° posti assoluti a Madrid e ad Amburgo nel 2010.
Nel 2010 ha partecipato alla prima edizione dei mondiali di triathlon sprint, che si è svolta a Losanna, ottenendo un ottimo 10º posto assoluto.

## Titoli
- Campionessa europea di triathlon (Élite) - 1999